# Elizabeth Short

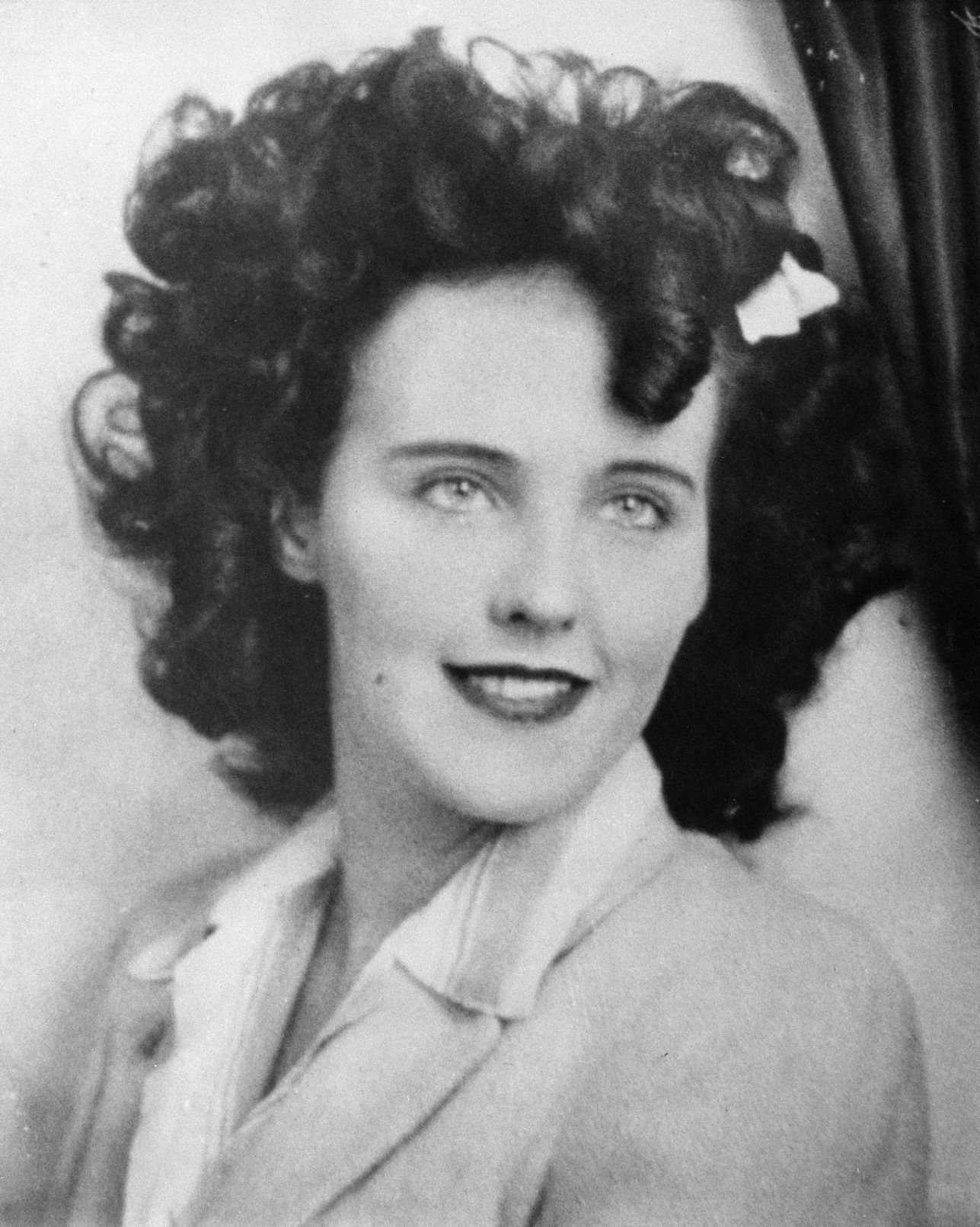
Short, ca. 1946

Elizabeth Short (* 29. Juli 1924 in Hyde Park, Boston, Massachusetts; † vermutlich 14. oder 15. Januar 1947 in Leimert Park, Los Angeles, Kalifornien), auch als Black Dahlia (deutsch Schwarze Dahlie) bekannt, war ein US-amerikanisches Mordopfer.
Die mysteriösen und grausamen Umstände ihres Todes sorgten Ende der 1940er Jahre in den USA für großes öffentliches Aufsehen. Ihr Fall gilt als einer der bekanntesten unaufgeklärten Morde in der Kriminalgeschichte und ist zu einem viel rezipierten Gegenstand der Populärkultur geworden.

## Leben
Elizabeth Short, genannt „Betty“, wurde am 29. Juli 1924 als Tochter von Cleo Alvin und Phoebe Mae Short im Bostoner Stadtteil Hyde Park geboren. Knapp zwei Jahre später zog die Familie in ein angemietetes Haus im nördlich von Boston gelegenen Medford. Short hatte zwei ältere Schwestern, Virginia und Dorothea, sowie zwei jüngere, Eleonora und Muriel. Ihr Vater bestritt den Lebensunterhalt durch den Bau von Minigolfplätzen, bis sein Unternehmen nach dem Börsenkrach von 1929 in finanzielle Schwierigkeiten geriet und zwangsversteigert werden musste. Im Oktober 1930 verließ Cleo Short die Familie, ohne eine Nachricht zu hinterlassen. Als die Polizei sein verlassenes Auto in der Nähe einer Brücke bei Boston auffand, wurde zunächst vermutet, dass er Suizid begangen habe. Phoebe Short versorgte die Familie fortan mit ihren gelegentlichen Einkünften als Buchhalterin und mithilfe staatlicher Unterstützung. Elizabeth Short galt als hübsches, beliebtes Mädchen mit mittelmäßigen Schulnoten. 
Laut Phoebe Short habe Elizabeth Short nach dem Verschwinden ihres Vaters an „manisch-depressiven Stimmungsschwankungen“ gelitten. Sie hatte außerdem Asthma und musste sich im Februar 1939 einer Lungenoperation unterziehen.
Auf ärztlichen Rat ging Short 1940 wegen des milderen Klimas für die Wintermonate nach Florida, wo sie in einem Strandresort in Miami Beach arbeitete. Nachdem sie die Highschool nach ihrem Sophomore-Jahr verlassen hatte, übernahm sie einige Modelaufträge im Großraum Miami. Im Frühjahr 1942 kehrte sie nach Medford zurück und arbeitete einige Zeit als Platzanweiserin in einem Bostoner Kino. Im selben Jahr meldete sich ihr Vater, der inzwischen im kalifornischen Vallejo lebte, per Brief bei ihrer Mutter und bat um Verzeihung für sein spurloses Verschwinden sowie darum, zur Familie zurückkehren zu dürfen. Während Phoebe Short eine Versöhnung mit ihrem Ehemann ablehnte, nahm  Elizabeth Short Briefkontakt zu ihrem Vater auf. Im Dezember 1942 zog sie zu ihm, um sich in Kalifornien ihren Traum von einer Schauspielkarriere zu erfüllen. Im Januar 1943 verbrachten die beiden gemeinsam drei Wochen in Los Angeles, wo sie einen Sergeant namens „Chuck“ kennenlernte, der im Army-Stützpunkt Camp Cooke nahe Santa Barbara stationiert war. Nach einem Streit mit ihrem Vater über Geld und dessen Alkoholkonsum verließ sie am 29. Januar 1943 Los Angeles und nahm eine Anstellung in der Poststation des Camp Cooke an. Dort hatte sie viele Verehrer und wurde zum Cutie of the Week („Süße der Woche“) gewählt.
Am 23. September 1943 wurde sie in der Nähe des Camps von der Polizei in Gewahrsam genommen, nachdem sie als Minderjährige und ohne Begleitung eines Erziehungsberechtigten Alkohol konsumiert hatte. Mit den von ihr bei dieser Gelegenheit abgenommenen Fingerabdrücken und gefertigten Mugshots konnte später ihre Leiche identifiziert werden. Nach diesem Vorfall kehrte Short für einige Wochen zu ihrer Familie nach Medford zurück.
Den Winter 1943/1944 verbrachte sie erneut in Florida, wo sie ihren Lebensunterhalt als Kellnerin und Model verdiente. Im August 1944 zog sie zurück nach Los Angeles, wo sie als „B-Girl“ (Animiermädchen) arbeitete und sich ein Hotelzimmer mit einer Kollegin teilte. In der Hoffnung, als Schauspielerin entdeckt zu werden, hielt sie sich häufig in Bars und Restaurants auf, die von Filmschaffenden frequentiert wurden, und wo sie unter anderem die Schauspieler Franchot Tone und Arthur Lake kennenlernte. Im September 1944 begegnete sie bei ihrer Arbeit als Hostess in der Hollywood Canteen dem Army-Piloten Fickling und ging eine Liebesbeziehung mit ihm ein, die durch einen Briefwechsel dokumentiert ist, der während Ficklings Stationierung in England stattfand. Am 12. Oktober 1944 wurde eine Hollywood-Canteen-Kollegin Shorts vergewaltigt und ermordet. Der Täter konnte nie ermittelt werden.
An Silvester 1944 lernte sie den Army-Piloten Matthew Gordon Jr. während eines weiteren Aufenthalts in Florida kennen. Gegenüber ihrer Familie und in Briefen, die sie an ihn adressiert, aber nie abgeschickt hatte, äußerte Short Pläne, Gordon nach seiner Rückkehr aus dem Zweiten Weltkrieg zu heiraten. Im April 1945 kehrte Short zu ihrer Familie nach Medford zurück und nahm einen Job als Kellnerin in Cambridge an. Kurz nach Kriegsende wurde Short per Telegramm von Gordons Mutter informiert, dass er bei einem Flugzeugabsturz in Indien ums Leben gekommen war. In einem Brief an Gordons Familie bat Short daraufhin um Geld, um ein neues Leben anfangen zu können.
Im Dezember 1945 zog sie nach Jacksonville, Florida, wo sie drei Monate blieb, bevor sie nach Medford zurückkehrte. Im April 1946 verließ sie Medford zum letzten Mal und machte sich auf den Weg nach Chicago. Dort traf sie Fickling wieder. Die beiden nahmen ihre Beziehung wieder auf und im Juli 1946 zog sie zu ihm nach Long Beach bei Los Angeles. Ein Zeitgenosse berichtete der Presse nach Shorts Ermordung, dass sie dort bereits zu Lebzeiten den Spitznamen Black Dahlia („Schwarze Dahlie“) erhalten habe – in Anspielung auf ihre schwarzen Haare, die häufig von ihr getragene schwarze Kleidung und den damals im Kino laufenden Film The Blue Dahlia (1946) mit Veronica Lake. Ende August 1946 beendete Fickling die Beziehung, da er Zweifel an Shorts Treue hegte.
Im Herbst 1946 lebte Short teilweise bei flüchtigen Bekanntschaften in billigen Hotels, in denen sie die Miete oft nicht zahlte, sowie in heruntergekommenen Wohnungen im Großraum Los Angeles. Am 8. Dezember 1946 nahm sie einen Bus nach San Diego, ohne zu wissen, wo sie die Nacht verbringen würde. Sie wollte in einem Kino übernachten; die Kassiererin Dorothy French hatte Mitleid mit ihr und ließ sie bei ihrer Familie in San Diego wohnen. Am 8. Januar 1947 schrieb sie einen Brief an Fickling, in dem sie mitteilte, sie wolle mit einem gewissen Jack nach Chicago gehen, um dort Model zu werden. Am selben Tag soll die Familie French sie gebeten haben, ihr Haus zu verlassen. Sie reiste per Anhalter und wurde von Robert Manley mitgenommen. Er ging mit ihr in ein Café in San Diego, und die beiden übernachteten in einem Hotel. Er schlief im Bett, sie vollständig angezogen in einem Sessel, da sie sich nicht wohlfühlte. Am nächsten Morgen fuhr Manley sie zurück nach Los Angeles, wo er mit ihr ihre Koffer an dem Busdepot aufgab. Sie sagte, sie wolle im Biltmore Hotel in der Innenstadt ihre Schwester Virginia treffen, um dann mit ihr nach Berkeley zu fahren, wo Virginia wohnte. Das alles stimmte nicht, Manley wartete mit ihr bis circa halb sieben Uhr abends. Im Laufe des Abends verließ sie die Lobby des Hotels. Drei Menschen gaben an, sie an diesem Abend noch in einer Cocktailbar in der Innenstadt gesehen zu haben. Was danach geschah, ist ungeklärt.

## Fund und Obduktion ihrer Leiche

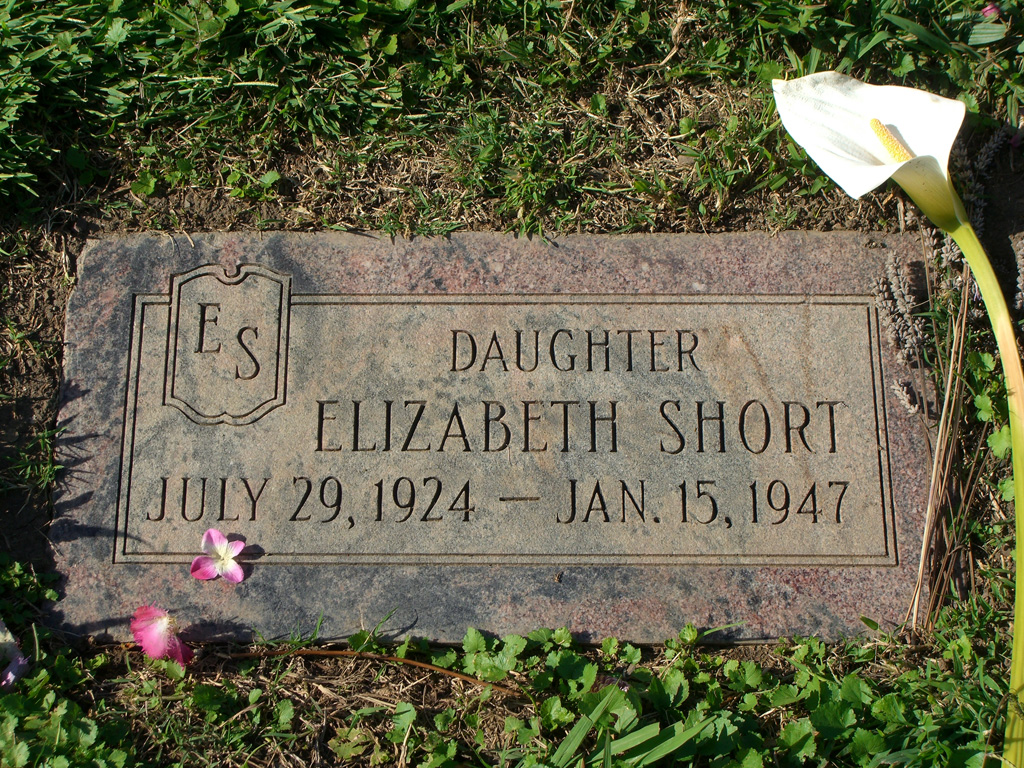
Grab von Elizabeth Short

Am Morgen des 15. Januar 1947 wurde Shorts Leichnam gegen 10:30 Uhr von einer Spaziergängerin im Gras neben dem Bürgersteig auf der westlichen Seite der Norton Avenue zwischen der Coliseum Street und der West 39th Street im Stadtviertel Leimert Park, Los Angeles, gefunden (34° 0′ 59″ N, 118° 19′ 58,8″ W). Das Grundstück, auf dem die Leiche lag, war damals noch unbebaut.
Die Leiche lag auf dem Rücken, war nackt und auf Hüfthöhe vollständig durchtrennt worden. Zwischen der oberen und unteren Körperhälfte befand sich ein Abstand von etwa einem Fuß. Einige ihrer inneren Organe waren entfernt worden, und im Schambereich sowie an den Brüsten wies sie Verstümmelungen auf. Ihre Arme lagen neben dem Kopf nach oben ausgestreckt, während das Gesicht zur Straße gewandt war. Die Mundwinkel waren in Form eines Glasgow Smiles bis zu den Ohren aufgeschlitzt, der Kopf und das Gesicht wiesen massive Verletzungen mit einem stumpfen Gegenstand auf. Der Leichnam erschien blutleer und als ob er zuvor einige Zeit im Wasser gelegen habe. Da am Leichenfundort keine Blutspuren gefunden wurden, kamen die polizeilichen Ermittler zu dem Schluss, dass Short an einem anderen Ort getötet worden sein musste. Auch ergab sich für die Beamten das Bild, als sei die Leiche nicht einfach nur abgeladen, sondern regelrecht zur Schau gestellt worden.
Bei der Obduktion des Leichnams stellte der Gerichtsmediziner Fesselspuren an Handgelenken, Knöcheln, Oberschenkeln sowie am Hals und als Todesursache Verbluten fest. Die Schnittwunden im Gesicht und Schläge gegen den Kopf waren Short zugefügt worden, als sie noch lebte, die übrigen Verstümmelungen erst post mortem. Die Durchtrennung des Körpers war mit einem chirurgischen Instrument und von jemandem mit praktischer chirurgischer Erfahrung durchgeführt worden. Der Gerichtsmediziner konnte eine Vergewaltigung weder bestätigen noch ausschließen. Eine Untersuchung auf Spermienspuren verlief negativ.
Short wurde am 25. Januar 1947 auf dem Mountain View Cemetery in Oakland bestattet.
Der oder die Täter konnten nie ermittelt werden, obwohl der Fall in den Medien und der Öffentlichkeit großes Interesse hervorgerufen hatte. 

## Rezeption
Der Black-Dahlia-Fall gilt als einer der bekanntesten unaufgeklärten Morde in der Geschichte von Los Angeles. Zu den Verdächtigen gehörte der Chirurg George Hodel, der von seiner eigenen Tochter des sexuellen Missbrauchs bezichtigt wurde, über die medizinischen Fähigkeiten zur Zerteilung der Leiche verfügte und eine Affäre mit Short gehabt haben soll. Es wurde allerdings nie Anklage gegen ihn erhoben. 2003 veröffentlichte Hodels Sohn Steve, ein ehemaliger Polizist des LAPD, das Buch Black Dahlia Avenger: A Genius for Murder, in dem er seinen Vater des Mordes an Short und weiterer Morde bezichtigte.
Das Schicksal Shorts wurde auch als Warnung kolportiert – als die Geschichte einer leichtlebigen jungen Frau, die in der Hoffnung auf eine Karriere als Schauspielerin nach Hollywood ging und dort ein schreckliches Ende nahm.
Der Roman Die schwarze Dahlie und dessen Verfilmung The Black Dahlia beruhen auf dem Vorfall. 
Eine Melodic-Death-Metal-Band aus Detroit nennt sich in Anlehnung an dem Fall The Black Dahlia Murder.
Der Fall bekam einen Auftritt in der Serie American Horror Story in Staffel 1 Murder House.
Der Fall „Black Dahlia“ in dem Videospiel L.A. Noire basiert auf dem Mordfall Elizabeth Short.